# Noroy-le-Bourg
Noroy-le-Bourg är en kommun i departementet Haute-Saône i regionen Bourgogne-Franche-Comté i östra Frankrike. Kommunen ligger i kantonen Noroy-le-Bourg som tillhör arrondissementet Vesoul. År 2022 hade Noroy-le-Bourg 505 invånare.

## Befolkningsutveckling
Antalet invånare i kommunen Noroy-le-Bourg
| Referens: INSEE |